# Karen Armstrong
Karen Armstrong (ur. 14 listopada 1944 w Wildmoor) – brytyjska publicystka, badaczka i popularyzatorka różnych tradycji religijnych, autorka książek dotyczących historii religii i religioznawstwa.

## Życiorys
Ukończyła studia z zakresu filologii angielskiej na Uniwersytecie Oksfordzkim. W młodości przez 7 lat była zakonnicą. Po opuszczeniu klasztoru, doznaniu wielu doświadczeń życiowych i okresie odrzucenia wszelkiej wiary (m.in. występowała wtedy w brytyjskiej telewizji w programie mającym zdyskredytować chrześcijaństwo) na nowo zafascynowała się religiami, podkreślając ich pozytywne przesłanie oraz wspólne elementy. Choć zastrzega się, że nie posiada formalnego wykształcenia teologicznego, to uważana jest za jeden z najwybitniejszych współczesnych autorytetów w dziedzinie religioznawstwa. Głównie zajmuje się pisaniem na temat chrześcijaństwa, judaizmu i islamu, starając się doprowadzić do zbliżenia i wzajemnego zrozumienia ich wyznawców. Jest uznawana za ekspertkę na temat dialogu z islamem i autorką biografii Mahometa. Podkreśla znaczenie złotej zasady, by traktować innych tak, jak samemu pragnie się być traktowanym.

## Twórczość

### Artykuły
- "Ambiguity and Remembrance: Individual and Collective Memory in Finland" (2000)
- "The Holiness of Jerusalem: Asset or Burden?" (1998)
- "Women, Tourism, Politics" (1977)
- Przedmowa do "Nuns and Soldiers", powieści autorstwa Iris Murdoch (2001)

### Książki
- Fields of Blood: Religion and the History of Violence (2014)[4] (wydanie polskie: Pola krwi. Religia i przemoc, przeł. Ryszard Zajączkowski, Grupa Wydawnicza Foksal, Warszawa 2017)
- The Case for God (2009) (wydanie polskie: Spór o Boga: czym naprawdę jest religia, przeł. Barbara Cendrowska, VIK, Warszawa 2011)
- The Bible: A Biography (2007) (wydanie polskie Biblia: Biografia)
- The Great Transformation: The Beginning of Our Religious Traditions (2006)
- Muhammad: A Prophet For Our Time (2006)
- A Short History of Myth (2005) (wydanie polskie: Krótka historia mitu, przeł. Ireneusz Kania, Znak, Kraków 2005)
- The Spiral Staircase (2004)
- Faith After September 11th (2002)
- The Battle for God: Fundamentalism in Judaism, Christianity and Islam (2000) (wydanie polskie: W imię Boga: Fundamentalizm w judaizmie, chrześcijaństwie i islamie, przeł. Joanna Kolczyńska, Wydawnictwo W.A.B., Warszawa 2005)
- Buddha (2000) (wydanie polskie: Budda. Portret człowieka przebudzonego, przeł. Jacek Majewski, Wydawnictwo Czarna Owca, Warszawa 2020)
- Islam: A Short History (2000) (wydanie polskie: Krótka historia islamu, przeł. Jarosław Włodarczyk, Wydawnictwo Dolnośląskie, Wrocław 2004)
- In the Beginning: A New Interpretation of Genesis (1996)
- Jerusalem: One City, Three Faiths (1996) (wydanie polskie: Jerozolima: miasto trzech religii, przeł. Barbara Cendrowska, Prima, Warszawa 2000)
- A History of God: The 4000-Year Quest of Judaism, Christianity and Islam (1993) (wydanie polskie: Historia Boga: 4000 lat dziejów Boga w judaizmie, chrześcijaństwie i islamie, przeł. Barbara Cendrowska, VIK, Warszawa 2010)
- The End of Silence: Women and the Priesthood (1993)
- The English Mystics of the Fourteenth Century (1991)
- Muhammad: a Biography of the Prophet (1991)
- Holy War: The Crusades and their Impact on Today's World (1988)
- The Gospel According to Woman: Christianity's Creation of the Sex War in the West (1986)
- Tongues of Fire: An Anthology of Religious and Poetic Experience (1985)
- Beginning the World (1983)
- The First Christian: Saint Paul's Impact on Christianity (1983)
- Through the Narrow Gate (1982)